# つれてって
「つれてって」は、村下孝蔵の楽曲。1994年7月1日にSony Recordsよりシングルが発売された。

## 解説
- 村下のデビュー15年目、ベスト盤「初恋/ゆうこ/アキナ」をはさんで23枚目のシングルとして発売された。カップリングの「りんごでもいっしょに」と共に、同日発売のアルバム『愛されるために』にも収録された。
- 「りんごでもいっしょに」は裕木奈江に提供した楽曲のセルフカバーである。

## 収録曲
- 全曲、作詞・作曲:村下孝蔵／編曲:水谷公生

1. つれてって
2. りんごでもいっしょに